# Тессеннано
Тессеннано (італ. Tessennano) — муніципалітет в Італії, у регіоні Лаціо,  провінція Вітербо.
Тессеннано розташоване на відстані близько 90 км на північний захід від Рима, 27 км на захід від Вітербо.
Населення — 326 осіб (2014).
Щорічний фестиваль відбувається 30 серпня. Покровитель — San Felice.

## Демографія
Населення за роками:

Станом на 1 січня 2023 року в муніципалітеті офіційно проживало 20 іноземців з 7 країн, серед них 10 громадян країн Євросоюзу.

## Сусідні муніципалітети
- Арлена-ді-Кастро
- Каніно
- Челлере
- Тусканія
- П'янсано